# Улица Кучумова
Улица Кучу́мова — улица в городе Павловске Пушкинского района Санкт-Петербурга. Проходит от Социалистической улицы в сторону улицы Гоголя.
До присвоения в проектной документации улица называлась Садовой.
Название улице было присвоено 18 мая 2009 года в честь главного хранителя Павловского дворца-музея, выдающегося ученого, автора научных работ, посвященных Павловскому дворцу, А. М. Кучумова.
По данным на ноябрь 2015 года, адресов по улице Кучумова нет.